# Les Trois Petites Sœurs
Les Trois Petites Sœurs (en catalan Les tres bessones, littéralement « Les Triplées », et en espagnol Las tres mellizas) est une série espagnole d'albums de jeunesse créée par Roser Capdevila en 1983. Traduite en 35 langues, cette série a aussi connu une adaptation en série animée.

## Adaptation en série d'animation
En Catalogne, la série a été diffusée de 1995 à 2004 sur TV3.
En France, la série a été diffusée sur France 3 dans l'émission  TO3, France Truc et Toowam, sur France 5 dans l'émission Midi les Zouzous, sur TiJi et sur Canal J ; et au Québec à partir du 8 septembre 1997 sur Télétoon.

### Voix originales
- Teresa Soler : Ana
- Mònica Padròs : Teresa
- Marta Barbarà : Elena
- Elsa Fábregas : la sorcière Camomille
- Jordi Vila : le hibou

### Voix françaises
- Patricia Legrand : Anna
- Sylvie Jacob : Helena
- Annabelle Roux : Thérésa
- Julie Carli[1], Blanche Ravalec : la sorcière Camomille
- Francette Vernillat, Olivier Korol : voix additionnelles

- Version française
  - Studio de doublage : Dub'Club[2]
  - Direction artistique : ?
  - Adaptation : Laurence Salva

## Synopsis
Anna, Hélèna et Térésa sont des triplettes qui, chaque fois qu'elles commettent un méfait, sont punies par la sorcière Camomille, qui les envoie dans diverses histoires ou événements de l'histoire pour qu'elles apprennent. Elles doivent alors aider les personnages de l'histoire si elles veulent en sortir sans se faire piéger, objectif principal de la sorcière. Térésa, la plus rusée des triplées, parvient toujours à sauver la situation et à échapper à la sorcière grâce à des supercheries.

### Personnages
- Térésa - Elle est la sœur avec le ruban rose. Elle est la triplée la plus aventureuse et propose les idées les plus ambitieuses, mais elle n'est pas nécessairement la leader.

- Anna - Elle est la sœur avec le ruban bleu. Elle est décontractée et plus paisible que ses sœurs. Elle est également assez curieuse. Anna a tendance à être parfois un peu romantique.

- Hélèna - Elle est la sœur avec le ruban vert. Elle a le comportement le plus doux des triplés. Elle a également un amour pour la nourriture et les sucreries, ce qui lui pose parfois des problèmes.

- La Sorcière Camomille - C'est une sorcière qui s'ennuie toujours, malgré ses grands pouvoirs magiques. Elle sert en quelque sorte de gardienne non- officielle pour les triplées, mais quand elles commencent à agir de manière désordonnée, elle utilise sa magie pour envoyer les filles dans des histoires. Quoi qu'il en soit, elle n'utilise jamais la magie pour gêner directement les filles dans leurs aventures, bien qu'elle ait tendance à s'associer à l'antagoniste de chaque histoire. Malgré son rôle d'antagoniste, elle n'est pas un personnage maléfique et tient toujours parole pour ramener les filles sur leur terre.
- Le hibou : C'est le hibou de compagnie de la sorcière Camomille, un oiseau nerveux et sensible qui a besoin de café pour rester éveillé pendant la journée. Il agit généralement comme une voix de conscience et de bon sens pour son propriétaire.
- Les souris : trois souris qui accompagnent toujours les jumelles. Ils n'ont pas une grande participation à la série et sont généralement vus dans de petites scènes dans lesquelles ils parodient des éléments de l'histoire.

### Personnages secondaires
- Les parents des triplées : Le père et la mère des filles, qui chaque fois qu'elles parlent de leurs aventures, pensent que leurs filles ont une grande imagination.
- La professeur : Professeur des jumelles à l'école.
- La grand-mère : La grand-mère des filles, qui vit dans une maison à la campagne, où ses petites-filles se rendent habituellement.

## Épisodes
1995
- 001. Le Petit Poucet
- 002. Blanche Neige
- 003. Cendrillon
- 004. Ali Baba et les 40 voleurs
- 005. Jean sans Peur
- 006. Le Soldat de Plomb
- 007. La Princesse au petit pois
- 008. Le Joueur de flûte de Hamelin
- 009. Barbe Bleu
- 010. Hansel et Gretel
- 011. Les Trois Petits Cochons
- 012. Les habits neufs de l'Empereur
- 013. Le Petit Chaperon Rouge

1996
- 014. Le Vilain Petit Canard
- 015. Aladdin et la lampe merveilleuse
- 016. Les Sept Samouraïs
- 017. Les Musiciens de Brème
- 018. La Légende du Dragon Rouge
- 019. La Belle au Bois Dormant
- 020. Le Chat Botté
- 021. Don Quichotte
- 022. Pinocchio
- 023. Saint George et le Dragon
- 024. Le Voleur de Bagdad
- 025. Jack et le haricot magique
- 026. Les Chevaliers de la Table Ronde

1997
- 027. Le Magicien d'Oz
- 028. L'île au trésor
- 029. Sandokan
- 030. Oliver Twist
- 031. Hélène de Troie
- 032. Robinson Crusoé
- 033. Robin des Bois
- 034. L'Atlantide
- 035. Le Livre de la Jungle
- 036. Voyage au centre de la Terre
- 037. Merlin l'enchanteur
- 038. Buffalo Bill
- 039. Les Voyages d'Ulysse

1998
- 040. Roméo et Juliette
- 041. King Kong
- 042. Tarzan
- 043. Leonardo da Vinci
- 044. Les Trois Mousquetaires
- 045. Cléopâtre
- 046. Christophe Colomb
- 047. L'homme de Cro-Magnon
- 048. Les Sept Petites Chèvres
- 049. Les Mines du Roi Salomon
- 050. L'homme de Miyapan
- 051. Marco Polo
- 052. Frankenstein

1999
- 053. Vingt Mille Lieues sous les mers
- 054. Kim des Indes
- 055. Amadeus
- 056. Le Père Noël
- 057. Au Cirque
- 058. Dans l'espace
- 059. Croc Blanc
- 060. Tom Sawyer
- 061. La Balalaïka de Verre
- 062. Le Fantôme de l'Opéra
- 063. Le tour du monde en 80 jours
- 064. Moby Dick
- 065. En Afrique

2003
- 066. La Flûte Enchantée
- 067. La Petite Souris qui balayait la Petite Maison
- 068. Patufet
- 069. Le Petit Tambour de Bruc
- 070. L'atelier de Gaudi
- 071. Les fantômes de la Pedrera
- 072. Sherlock Holmes
- 073. La Cigale et la Fourmi
- 074. La Laitière et le pot au lait
- 075. Cyrano de Bergerac
- 076. Le Monde du Cinéma
- 077. Geronimo
- 078. Sur l'Everest

2004
- 079. Vincent Van Gogh
- 080. Gutenberg
- 081. La Merveilleuse Cornemuse
- 082. La Grotte de Xuroi
- 083. Watt et la machine à vapeur
- 084. Thor le viking
- 085. Velázquez
- 086. Le Brave Petit Tailleur
- 087. La Belle et la Bête
- 088. Guillaume Tell
- 089. Capitaine Courageux
- 090. Zeila, la gazelle
- 091. La Petite Sirène
- 092. La Fleur Romanial
- 093. Docteur Jekill et Mister Hyde
- 094. Le Prince et le Pauvre
- 095. Tristan et Iseult
- 096. La Reine des Neiges
- 097. Agatha Christie
- 098. Le Prince Heureux
- 099. Toutankhamon
- 100. La Machine à explorer le Temps
- 101. Les Pirates
- 102. Holet le follet
- 103. L'homme invisible
- 104. La Fête d'Anniversaire

### Voix catalan
- Teresa Soler : Anna
- Mònica Padrós : Thérésa
- Marta Barbarà : Hélèna
- Elsa Fabregas : la sorcière Camomille

### Voix françaises
- Patricia Legrand : Anna
- Annabelle Roux : Thérésa
- Sylvie Jacob : Hélèna
- Blanche Ravalec : la sorcière Camomille

### Voix québécoises
- Charlotte Bernard : Anna
- Aline Pinsonneault : Louisa / Teresa
- Johanne Garneau : Helena / Nelly
- Johanne Léveillé : Camomille la sorcière

### Série dérivée
- La Sorcière Camomille